# Marlene Behrmann
Marlene Behrmann Cohen (* 14. April 1959 in Johannesburg, Südafrika) ist eine Psychologin mit südafrikanischer, kanadischer und US-amerikanischer Staatsbürgerschaft. Sie war Professorin für Psychologie an der Carnegie Mellon University, jetzt (Stand: 2023) ist sie Professorin an der University of Pittsburgh.

## Leben
Behrmann ist spezialisiert auf die kognitiven Neurowissenschaften der visuellen Wahrnehmung mit einem besonderen Schwerpunkt auf Objekterkennung. Der Hauptansatz in ihrer Forschung ist es, das Verhalten von erwachsenen Menschen zu studieren, die Hirnschäden (in der Regel durch Schlaganfall oder Kopfverletzungen) erlitten haben, die sich selektiv auf ihre Fähigkeit zur Durchführung dieser Prozesse auswirken. Behrmann führt auch Rehabilitationsstudien mit hirngeschädigten Probanden, um die Defizite zu beobachten, die auch Aufschluss über die Mechanismen der visuelle Wahrnehmung geben.
Sie erhielt 1981 einen B.A. in Sprach- und Gehör-Therapie an der Universität von Witwatersrand in Johannesburg, Südafrika, 1984 einen MA in Logopädie an der Universität von Witwatersrand und 1991 einem Ph.D. in Psychologie an der Universität von Toronto. Von 1991 bis 1993 arbeitete Behrmann in den Fachbereichen Psychologie und Medizin an der Universität von Toronto, und 1993 nahm sie eine Stelle als Dozentin der Abteilung für Psychologie an der Carnegie Mellon Universität (CMU) an, wo sie seitdem blieb: 1993–1997 als Assistant Professor, 1997–2002 als Associate Professor und seit 2002 als Professorin. Sie hat seit 1994 auch eine außerordentliche Professur in der Abteilung für Neurowissenschaften und Communication Disorders an der Universität von Pittsburgh inne.
Behrmann war als Gast-Professorin 2000 bis 2001 am Weizmann-Institut für Wissenschaften in Israel und 2006 bis 2007 an der Universität von Toronto. Behrmann ist Mitglied des Zentrums für die neuronalen Grundlagen der Kognition an der CMU. 2015 wurde sie in die National Academy of Sciences gewählt, 2019 in die American Academy of Arts and Sciences.

## Auszeichnungen
- 2020: Davida Teller Award

## Publikationen
- M. Behrmann, C. Haimson: The cognitive neuroscience of visual attention. In: Curr Opin Neurobiol. Band 9, Nr. 2, Apr 1999, S. 158–163. doi:10.1016/s0959-4388(99)80021-x.
- I. Gauthier, M. Behrmann, M. J. Tarr: Can face recognition really be dissociated from object recognition? In: J Cogn Neurosci. Band 11, Nr. 4, Jul 1999, S. 349–370. doi:10.1162/089892999563472.
- K. S. Scherf, M. Behrmann, K. Humphreys, B. Luna: Visual category-selectivity for faces, places and objects emerges along different developmental trajectories. In: Dev Sci. Band 10, Nr. 4, Jul 2007, S. F15–F30. doi:10.1111/j.1467-7687.2007.00595.x.
- M. Behrmann, D. C. Plaut: Distributed circuits, not circumscribed centers, mediate visual recognition. In: Trends Cogn Sci. Band 17, Nr. 5, Mai 2013, S. 210–219. doi:10.1016/j.tics.2013.03.007.
- E. Freud, D. C. Plaut, M. Behrmann:  'What' Is Happening in the Dorsal Visual Pathway. In: Trends Cogn Sci. Band 20, Nr. 10, Okt 2016, S. 773–784. doi:10.1016/j.tics.2016.08.003.
- J. Geskin, M. Behrmann: Congenital prosopagnosia without object agnosia? A literature review. In: Cogn Neuropsychol. Band 35, Nr. 1-2, Feb-Mar 2018, S. 4–54. doi:10.1080/02643294.2017.1392295.
- A. M. S. Maallo, M. C. Granovetter, E. Freud, S. Kastner, M. A. Pinsk, D. Glen, C. Patterson, M. Behrmann: Large-scale resculpting of cortical circuits in children after surgical resection. In: Sci Rep. Band 10, Nr. 1, 9. Dez 2020, S. 21589. doi:10.1038/s41598-020-78394-z.
- M. C. Granovetter, S. Robert, L. Ettensohn, M. Behrmann: With childhood hemispherectomy, one hemisphere can support-but is suboptimal for-word and face recognition. In: Proc Natl Acad Sci U S A. Band 119, Nr. 44, Nov 2022, S. e2212936119. doi:10.1073/pnas.2212936119.
- V. Ayzenberg, M. Behrmann: Does the brain's ventral visual pathway compute object shape? In: Trends Cogn Sci. Band 26, Nr. 12, Dez 2022, S. 1119–1132. doi:10.1016/j.tics.2022.09.019.
- V. Ayzenberg, M. Behrmann: The where, what, and how of object recognition. In: Trends Cogn Sci. Band 27, Nr. 4, Apr 2023, S. 335–336. doi:10.1016/j.tics.2023.01.006.
- Ayzenberg, V., Behrmann, M.: Development of visual object recognition. Nat Rev Psychol 3, 73–90 (2024). https://doi.org/10.1038/s44159-023-00266-w.